# Eirodziesma 2000
Eirodziesma 2000 fand am 26. Februar 2000 statt und war der lettische Vorentscheid für den Eurovision Song Contest 2000 in Stockholm (Schweden). Sieger wurde die Band Brainstorm mit dem Lied My Star.

## Format

### Hintergrund
Am 15. Dezember 1999 gab der lettische Sender Latvijas Televīzija (LTV) bekannt, dass Lettland beim Eurovision Song Contest 2000 in Stockholm debütieren wolle. Begründet wurde dies mit der Teilnahme Estlands und Litauens am Wettbewerb und dem Erhalt notwendiger finanzieller Mittel für eine Teilnahme. Lettland hatte bereits beim Eurovision Song Contest 1993 und 1999 debütieren wollen, hatte sich jedoch aus finanziellen Gründen wieder zurückgezogen. Neben der Teilnahmebestätigung wurde auch bekanntgegeben, dass der lettische Beitrag für den ESC 2000 durch einen nationalen Vorentscheid namens Eirodziesma ausgewählt werden sollte.

### Beitragswahl
Im Vorfeld des Vorentscheids konnten interessierte Künstler und Komponisten ihre Beiträge einreichen, innerhalb des dafür vorgesehenen Zeitfenster wurden insgesamt 67 Lieder eingereicht, außerdem bewarben sich 14 Künstler um eine Teilnahme. Aus den Vorschlägen wurden schließlich 12 Beiträge für den Wettbewerb ausgewählt, zwei Lieder wurden jedoch noch vor der Ausstrahlung disqualifiziert, sodass nur noch zehn Beiträge an Eirodziesma teilnahmen. Der Gewinner wurde durch eine Mischung aus einer Zuschauerabstimmung und einer Jurybewertung ausgewählt.

### Jury
| Jury                      | Mitglieder |
| ------------------------- | --- |
| Musiker                   | - Ainars Mielavs (Musiker) - Uldis Marhilēvičs (Musiker) - Boriss Rezņiks (Produzent) - Gatis Gaujenieks (Tonaufnahmenleiter)                                           |
| Internationale Mitglieder | - Munro Forbes (Vereinigtes Königreich) - Kato Martins Hansen (Norwegen) - Milan Marche (Jugoslawien) - Quentin Elias (Frankreich)                                      |
| Medienvertreter           | - Ēriks Niedra (Easy FM) - Uģis Polis (Super FM) - Ivo Baumanis (Biznes & Baltiya)                                                                                      |
| Kulturschaffende          | - Vija Virtmane (Direktorin der Abteilung für Kulturpolitik des lettischen Kulturministeriums) - Ineta Ķirse (Choreographin) - Rolands Tjarve (Generaldirektor von LTV) |

## Finale
Im Finale erhielt die Band Brainstorm sowohl von der Jury als auch von den Zuschauern die meisten Stimmen und vertrat deshalb Lettland beim Eurovision Song Contest 2000, wo sie den dritten Platz in der Gesamtwertung belegte.
| Platz | Startnr. | Interpret                                       | Lied Musik (M) und Text (T)              | Sprache  | Übersetzung (Inoffiziell) | Jurypunkte | Zuschauer | Zuschauer | Gesamt |
| Platz | Startnr. | Interpret                                       | Lied Musik (M) und Text (T)              | Sprache  | Übersetzung (Inoffiziell) | Jurypunkte | Stimmen   | Punkte    | Gesamt |
| ----- | -------- | ----------------------------------------------- | ---------------------------------------- | -------- | ------------------------- | ---------- | --------- | --------- | ------ |
| 1.    | 7        | Brainstorm                                      | My Star M/T: Renārs Kaupers              | Englisch | Mein Stern                | 135        | 227       | 12        | 147    |
| 2.    | 1        | Marija Naumova                                  | For You My Friends M/T: Marija Naumova   | Englisch | Für euch, meine Freunde   | 106        | 95        | 8         | 114    |
| 3.    | 10       | Yana Kay                                        | Set My Heart on Fire M/T: Jana Kivlenika | Englisch | Stecke mein Herz in Brand | 99         | 202       | 10        | 109    |
| 4.    | 8        | Linda Leen                                      | Let’s Go Insane M/T: Linda Leen          | Englisch | Lass uns verrückt werden  | 102        | 55        | 6         | 108    |
| 5.    | 5        | Arnis Mednis                                    | Everyday in Circle M/T:                  | Englisch | Jeden Tag im Kreis        | 75         | 53        | 7         | 82     |
| 6.    | 2        | Yana Kay                                        | Waterfall M/T:                           | Englisch | Wasserfall                | 80         | 6         | 1         | 81     |
| 7.    | 4        | Dace Pūce, Aigars Grāvers und Arnis Heidermanis | Tāda zeme M/T:                           | Lettisch | Ein solches Land          | 62         | 37        | 5         | 67     |
| 8.    | 3        | Jānis Stībelis                                  | I Will Return M/T:                       | Englisch | Ich werde zurückkommen    | 58         | 31        | 4         | 62     |
| 9.    | 9        | Agnese                                          | Knowing Love and Loss M/T:               | Englisch | Liebe und Verlust kennen  | 48         | 15        | 3         | 51     |
| 10.   | 6        | Madara Celma                                    | Close to You M/T: Madara Celma           | Englisch | Nahe bei dir              | 47         | 18        | 2         | 49     |

## Detaillierte Jurywertung
Die Jurymitglieder konnten jeweils, wie auch beim Eurovision Song Contest, 1–8, 10 und 12 Punkte für die zehn Beiträge vergeben.
| Startnr. | Lied                  | Musiker | Musiker | Musiker | Musiker | International | International | International | International | Medien  | Medien  | Medien  | Kultur  | Kultur  | Kultur  | Gesamt |
| Startnr. | Lied                  | Juror 1 | Juror 2 | Juror 3 | Juror 4 | Juror 1       | Juror 2       | Juror 3       | Juror 4       | Juror 1 | Juror 2 | Juror 3 | Juror 1 | Juror 2 | Juror 3 | Gesamt |
| -------- | --------------------- | ------- | ------- | ------- | ------- | ------------- | ------------- | ------------- | ------------- | ------- | ------- | ------- | ------- | ------- | ------- | ------ |
| 1        | For You My Friends    | 10      | 6       | 3       | 7       | 3             | 10            | 10            | 6             | 8       | 6       | 12      | 10      | 10      | 5       | 106    |
| 2        | Waterfall             | 7       | 7       | 2       | 3       | 7             | 8             | 5             | 10            | 6       | 4       | 8       | 7       | 4       | 2       | 80     |
| 3        | I Will Return         | 6       | 5       | 10      | 2       | 5             | 2             | 4             | 3             | 4       | 5       | 4       | 4       | 3       | 1       | 58     |
| 4        | Tāda zeme             | 5       | 3       | 6       | 4       | 2             | 3             | 1             | 4             | 3       | 10      | 3       | 6       | 5       | 7       | 62     |
| 5        | Everyday in Circle    | 4       | 4       | 1       | 6       | 1             | 4             | 3             | 7             | 5       | 8       | 5       | 5       | 12      | 10      | 75     |
| 6        | Close to You          | 3       | 2       | 4       | 1       | 6             | 5             | 2             | 2             | 2       | 3       | 6       | 2       | 1       | 8       | 47     |
| 7        | My Star               | 12      | 8       | 12      | 12      | 4             | 12            | 8             | 8             | 10      | 7       | 10      | 12      | 8       | 12      | 135    |
| 8        | Let’s Go Insane       | 8       | 12      | 5       | 8       | 8             | 7             | 7             | 5             | 12      | 12      | 7       | 3       | 2       | 6       | 102    |
| 9        | Knowing Love and Loss | 2       | 1       | 8       | 5       | 10            | 1             | 6             | 1             | 1       | 2       | 1       | 1       | 6       | 3       | 48     |
| 10       | Set My Heart on Fire  | 1       | 10      | 7       | 10      | 12            | 6             | 12            | 12            | 7       | 1       | 2       | 8       | 7       | 4       | 99     |